# Xylophanes libya
Xylophanes libya (tên tiếng Anh là Libya Sphinx) là một loài bướm đêm thuộc họ Sphingidae. Nó được tìm thấy ở miền nam Texas, México, Belize, Guatemala, Panama và từ Venezuela phía nam và phía tây đến Bolivia và Paraguay.

## Sự miêu tả

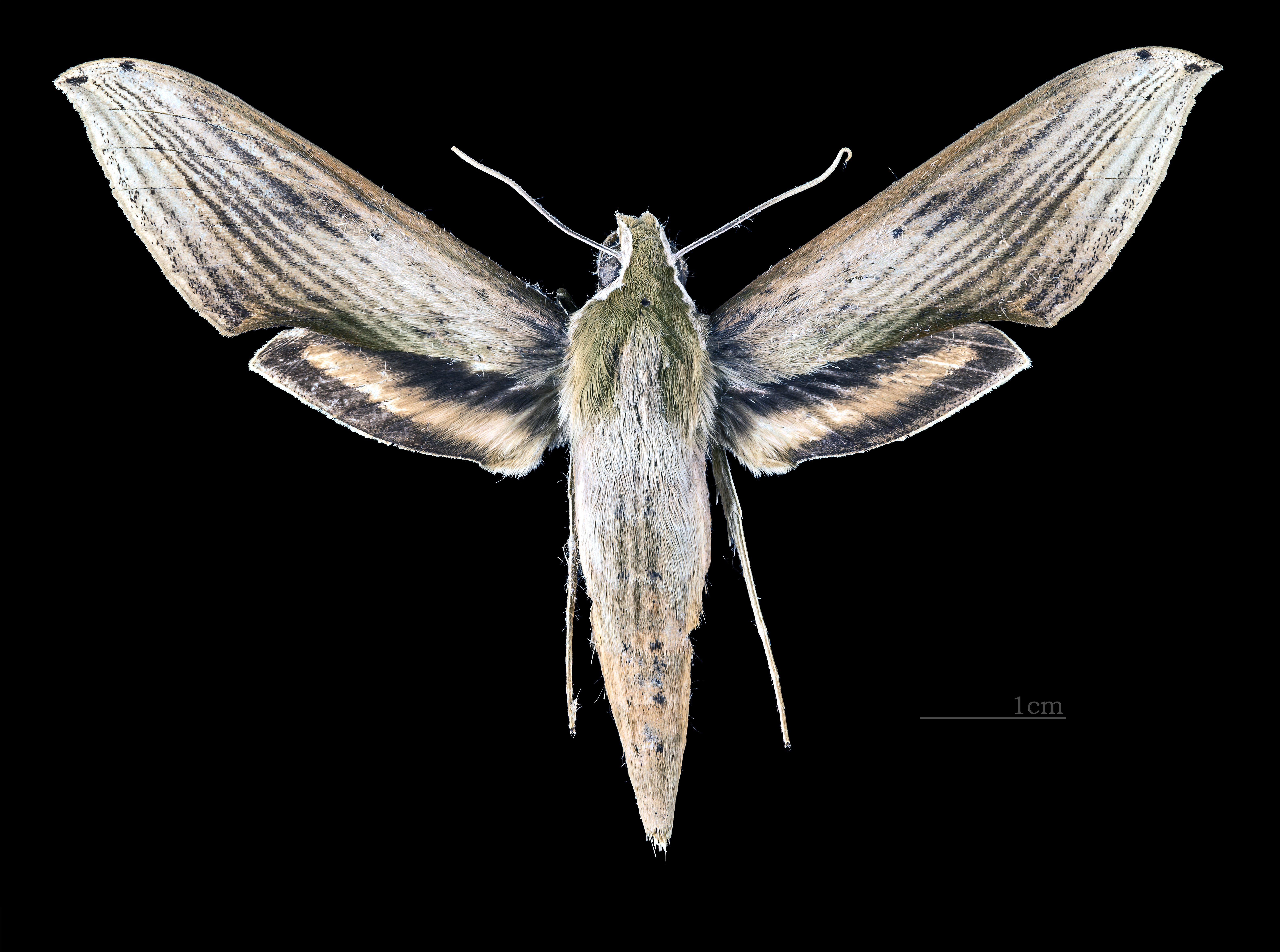
♀
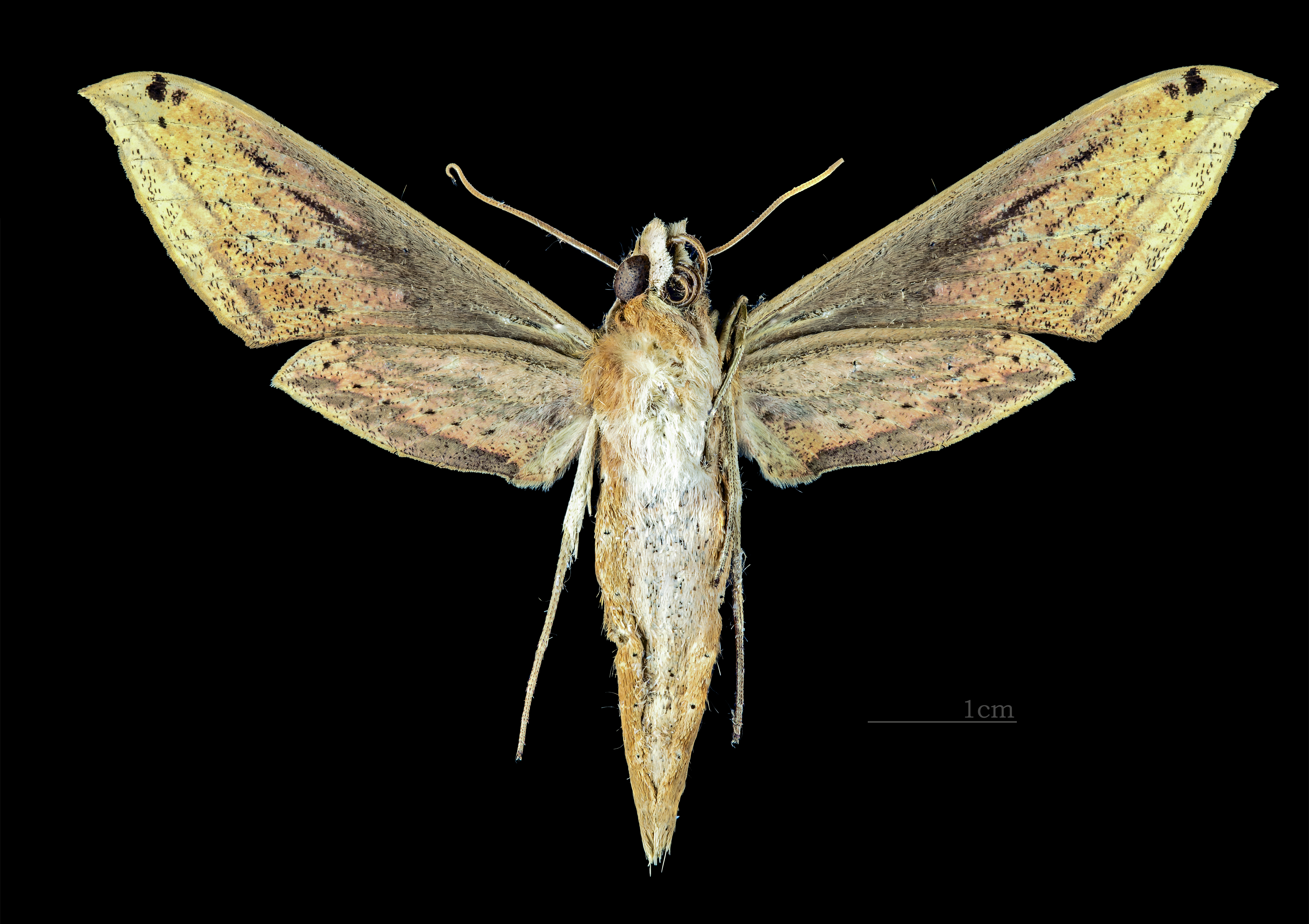
△ ♀
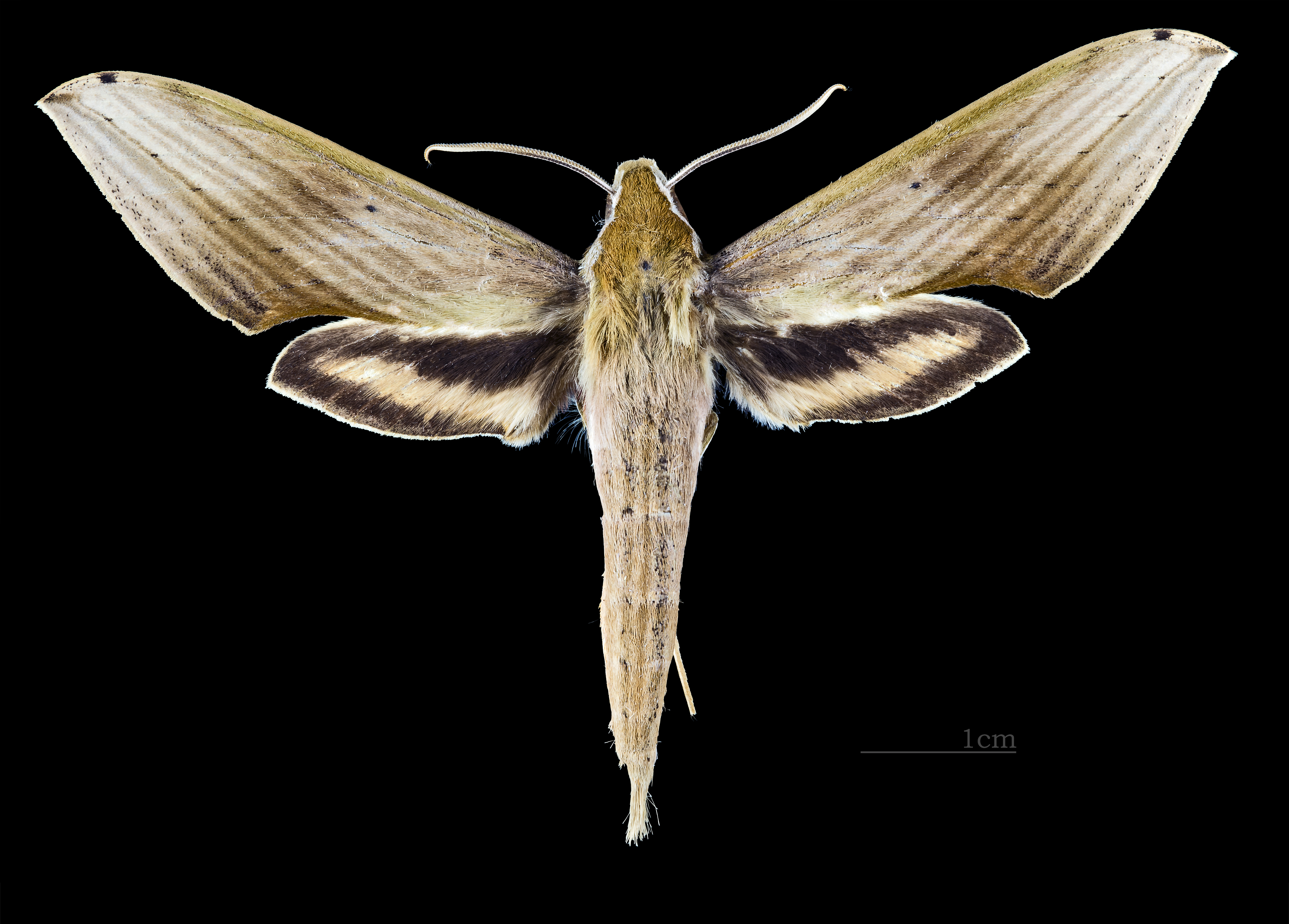
♂
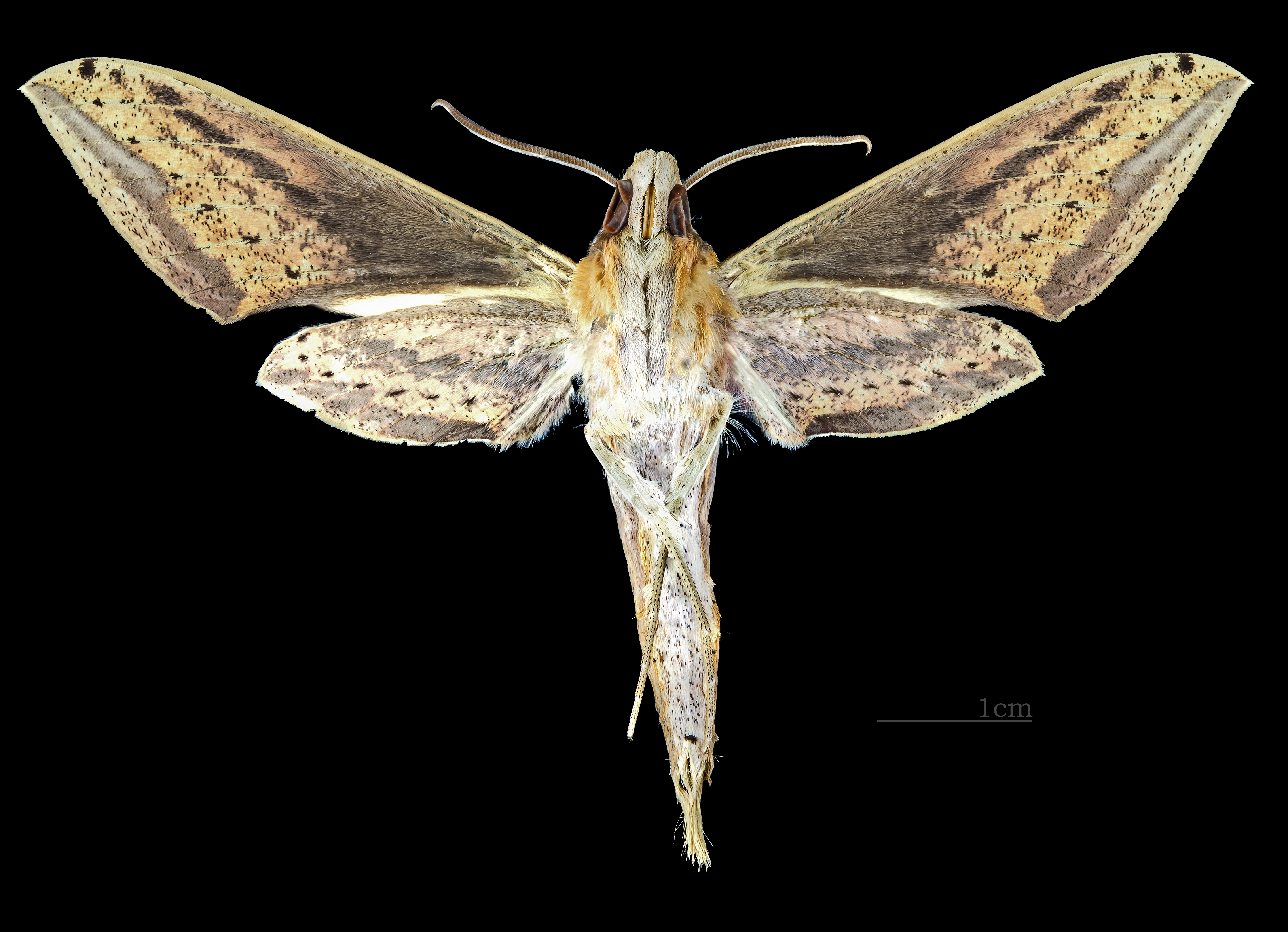
♂ △

## Sinh học
Sải cánh dài 68–74 mm. Cá thể trưởng thành có lẽ mọc cánh quanh năm ở một số khu vực nơi chúng sống. Ở miền nam Texas, cá thể trưởng thành mọc cánh vào tháng 10 và ở Bolivia vào tháng 4.
Ấu trùng ăn Psychotria horizontalis, Psychotria nervosa và Psychotria microdon. 